# Altes Schloss Gerzensee

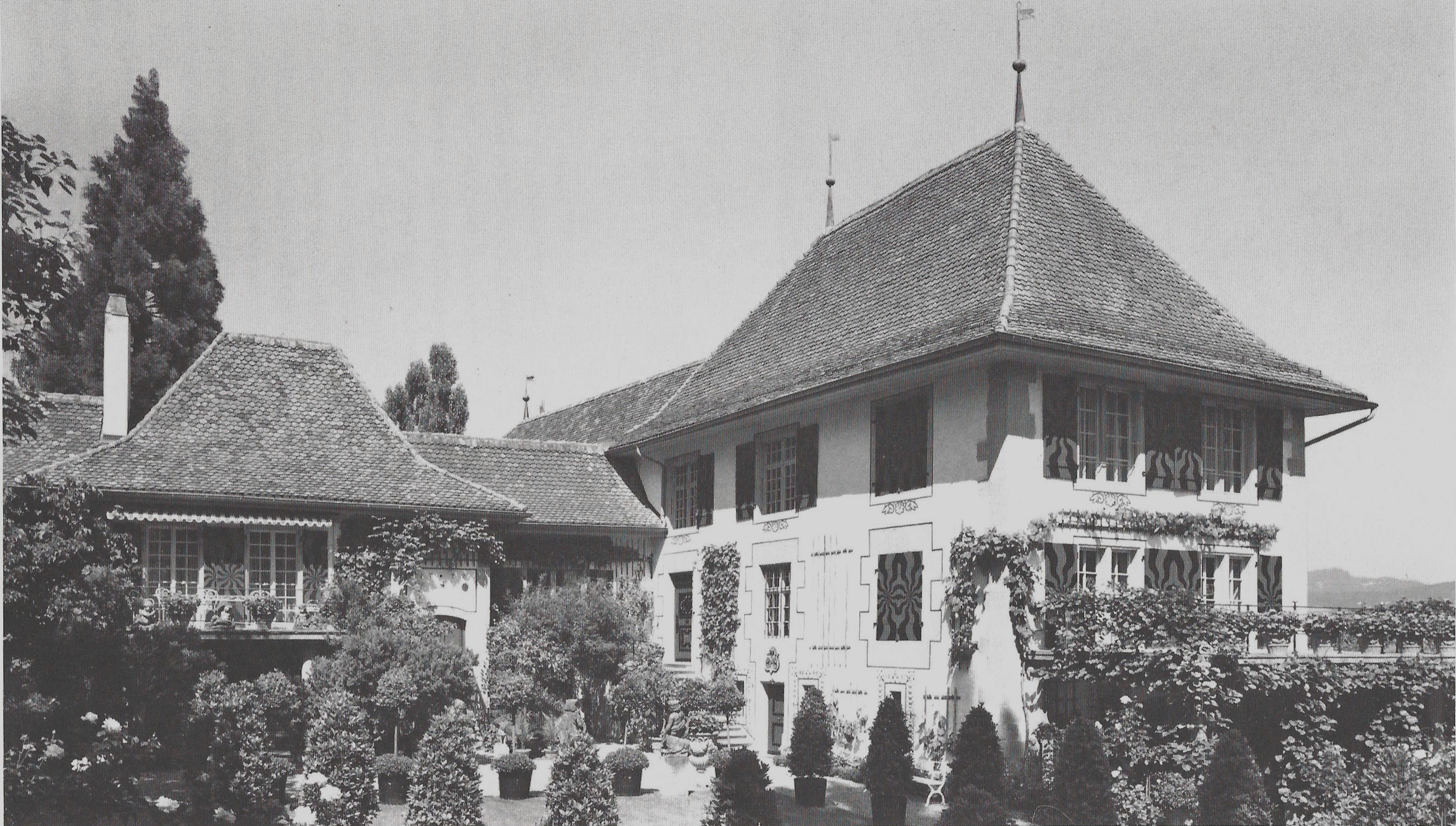
Altes Schloss Gerzensee (1978).

Das Alte Schloss Gerzensee ist ein um 1520 im spätgotischen Stil erbautes Schloss in der Gemeinde Gerzensee im Kanton Bern.

## Geschichte
Anstelle der 1518 abgebrannten Burg Gerzensee liess der Berner Schultheiss Jakob von Wattenwyl am Fuss des Burghügels ein Schloss errichten, das 1652 vom Oberst Balthasar Ambuel erworben wurde. 1757 verkaufte der damalige Twingherr von Gerzensee Franz Emanuel Anton von Graffenried das Schloss der Familie Augsburger, nachdem er seinen Herrschaftssitz ins Neue Schloss verlegt hatte. Weitere Besitzer waren die Familien Wyss (1785–1923), von May (1923–47) 
Zu den zahlreichen Bewohnern zählte etwa der gleichnamige Onkel des Berner Dichters Rudolf von Tavel. Bekanntester Besitzer im 20. Jahrhundert war der Berner Kunsthändler Jürg Stuker (1914–1988).